# Campionato europeo di taekwondo 1980
Il III Campionato Europeo di Taekwondo si è disputato a Copenaghen, in Danimarca, tra il 14 e il 17 ottobre 1980.
Fu la prima edizione in cui parteciparono anche le donne.

## Medagliati

### Maschile
| Specialità | Oro                            | Argento                         | Bronzo                                                    |
| -48 kg     | Reinhard Langer Germania Ovest | Roberto Pettineo Italia         | Emilio Azofra Spagna / Kent Jakobsen Danimarca            |
| 52 kg      | Rudy Wong Fat Paesi Bassi      | John Willy Hansen Danimarca     | A. Barbatol Italia / Axel Straube Germania Ovest          |
| 56 kg      | Geremia Di Costanzo Italia     | Jesús Benito Spagna             | Christian Aubert Belgio / Michael Pizybyla Germania Ovest |
| 60 kg      | Raffaele Marchione Italia      | Jimmi Nakel Danimarca           | Adrian van Esch Paesi Bassi / Antonio Vilches Spagna      |
| 64 kg      | Henk Horsten Paesi Bassi       | Daniel Pirchmoser Austria       | Antonio Caldora Italia / Søren Juel Nielsen Danimarca     |
| 68 kg      | Lindsay Lawrence Regno Unito   | Yılmaz Helvacıoğlu Turchia      | Kent Jakobsen Danimarca / Ruben Thijs Paesi Bassi         |
| 73 kg      | Chris Sawyer Regno Unito       | Per Madsen Danimarca            | José Sánchez Elez Spagna / Hans Spierings Paesi Bassi     |
| 78 kg      | Richard Schulz Germania Ovest  | John Pedersen Danimarca         | Ireno Fargas Spagna / Patrick Stanczak Polonia            |
| 84 kg      | Dirk Jung Germania Ovest       | Ben Oude Luttikhuis Paesi Bassi | Rafael Devesa Spagna / Walter Gacciatore Italia           |
| +84 kg     | Michael Arndt Germania Ovest   | Herry Prijs Paesi Bassi         | M. Corsaro Italia / Francisco Senen Spagna                |

### Femminile
| Specialità | Oro                               | Argento                            | Bronzo                                                   |
| 44 kg      | Laila Jensen Danimarca            | Chiara Mastroianni Italia          |                                                          |
| 48 kg      | Antonietta La Pietra Italia       | Marion Gal Germania Ovest          |                                                          |
| 52 kg      | Elvira Trovato Italia             | Ursula Mach Germania Ovest         | J. Kottelaar Paesi Bassi / Una Møller-Petersen Danimarca |
| 57 kg      | Dorothea Kapkowski Germania Ovest | Pasqualina Mirabella Italia        | Lene Lauridsen Danimarca                                 |
| 62 kg      | Sabine Hunkel Germania Ovest      | Jolanda Basten-Crapels Paesi Bassi | Gerda Hendrix Belgio / Filomena La Marca Italia          |
| 67 kg      | Sylvia Winkelmann Germania Ovest  | Anita Sanita Italia                | Helle Mølby Danimarca / Linda Michielsen Danimarca       |
| +67 kg     | Sonja Pool Paesi Bassi            | Anna Costa Italia                  | Jutta Gauss Germania Ovest                               |

## Medagliere
| Posizione | Paese          | Oro | Argento | Bronzo | Totale |
| --------- | -------------- | --- | ------- | ------ | ------ |
| 1         | Germania Ovest | 7   | 2       | 3      | 12     |
| 2         | Italia         | 4   | 5       | 5      | 14     |
| 3         | Paesi Bassi    | 3   | 3       | 4      | 10     |
| 4         | Regno Unito    | 2   | 0       | 0      | 2      |
| 5         | Danimarca      | 1   | 4       | 7      | 12     |
| 6         | Spagna         | 0   | 1       | 6      | 7      |
| 7         | Austria        | 0   | 1       | 0      | 1      |
| 7         | Turchia        | 0   | 1       | 0      | 1      |
| 9         | Belgio         | 0   | 0       | 2      | 2      |
| 10        | Polonia        | 0   | 0       | 1      | 1      |
|           | TOTALE         | 17  | 17      | 28     | 62     |